# Denise Gough
Denise Gough (Wexford, 28 de febrero de 1980) es una actriz irlandesa de cine, teatro y televisión. Ha recibido numerosos elogios por su trabajo en teatro, incluidos dos premios Laurence Olivier y una nominación al premio Tony.
También se ha destacado en cine y televisión; en este último medio ha logrado reconocimiento internacional por su participación en la serie de Star Wars Andor.

## Primeros años
Nacida en Wexford y criada en Ennis, condado de Clare, hija de un electricista, Gough es la séptima de once hermanos. Una de sus hermanas menores es la también actriz Kelly Gough. Se formó como soprano antes de dejar Irlanda para ir a Londres a los 15 años. Recibió una beca para estudiar en la Academy of Live and Recorded Arts (ALRA) en Wandsworth a los 18 años, y se graduó de dicha academia en 2003.

## Teatro
En 2012, fue nominada al premio Milton Shulman como actriz revelación destacada en los premios Evening Standard Theatre por sus actuaciones en Desire Under the Elms, de Eugene O'Neill, en el Lyric Hammersmith y Our New Girl, de Nancy Harris, en el Bush Theatre. En enero de 2014 interpretó a Julia en La duquesa de Malfi, la producción inaugural en el Sam Wanamaker Playhouse de Londres. En el National Theatre de Londres, en septiembre de 2015, presentó una actuación "electrizante" como una consumidora de sustancias en recuperación en People, Places & Things, de Duncan Macmillan, dirigida por Jeremy Herrin. Repitió el papel cuando la producción se transfirió al Wyndham's Theatre en marzo de 2016 y posteriormente ganó el Premio Olivier a la Mejor Actriz. Regresó al Teatro Nacional en abril de 2017 interpretando el papel de Harper en la reposición de Marianne Elliot de la obra de Tony Kushner Angels in America, por la que ganó el Premio Olivier 2018 a la Mejor Actriz de Reparto. Luego, Gough regresó a People, Places & Things para su traslado a Nueva York. En febrero de 2018, Gough volvió al papel de Harper en la transferencia de Broadway de la producción de Angels in America del National Theatre, junto con la mayoría del elenco de Londres.

### Roles escénicos
| Año  | Título                            | Personaje          | Teatro                                                   | Ref.  |
| ---- | --------------------------------- | ------------------ | -------------------------------------------------------- | ----- |
| 2004 | By the Bog of Cats                | Caroline Cassidy   | Teatro Wyndham Londres, Inglaterra                       |       |
| 2004 | The Kindness of Strangers         | Cheryl             | Liverpool Everyman Liverpool, Inglaterra                 |       |
| 2006 | Everything is Illuminated         | Brod               | Hampstead Theatre Londres, Inglaterra                    |       |
| 2006 | O Go My Man                       | Elsa               | Royal Court Theatre Londres, Inglaterra                  |       |
| 2007 | Someone Else's Shoes              | Mary               | Soho Theatre Londres, Inglaterra                         |       |
| 2009 | The Grouch                        | Celia              | West Yorkshire Playhouse Leeds, Inglaterra               |       |
| 2009 | Seis personajes en busca de autor | Hijastra           | Teatro del festival de Chichester Chichester, Inglaterra |       |
| 2009 | Seis personajes en busca de autor | Hijastra           | Teatro Gielgud Londres, Inglaterra                       |       |
| 2009 | The Birds                         | Julia              | Gate Theatre Dublín, Irlanda                             |       |
| 2010 | The Plough and the Stras          | Nora Clitheroe     | Abbey Theatre Dublín, Irlanda                            |       |
| 2010 | Jesús Hopped the 'A' Train        | Mary Jane Hanrahan | Estudios Trafalgar Londres, Inglaterra                   |       |
| 2011 | The Painter                       | Jenny Cole         | Arcola Theatre Londres, Inglaterra                       |       |
| 2012 | Our New Girl                      | Annie              | Bush Theatre Londres, Inglaterra                         |       |
| 2012 | Deseo bajo los olmos              | Anna Putman        | Lyric Hammersmith Londres, Inglaterra                    |       |
| 2014 | Adler and Gibb                    | Louise             | Royal Court Theatre Londres, Inglaterra                  | [ 9 ] |
| 2014 | The Duchess of Malfi              | Julia              | Sam Wanamaker Playhouse Londres, Inglaterra              |       |
| 2015 | People, Places and Things         | Emma               | Teatro Dorfman National Theatre Londres, Inglaterra      |       |
| 2016 | People, Places and Things         | Emma               | Wyndham's Theatre Londres, Inglaterra                    |       |
| 2017 | Angels in America                 | Harper Pitt        | Teatro Lyttleton Teatro Nacional Londres, Inglaterra     |       |
| 2017 | People, Places and Things         | Emma               | St. Ann's Warehouse Nueva York, NY, EE. UU.              |       |
| 2018 | Angels in America                 | Harper Pitt        | Teatro Neil Simon Nueva York, NY, EE. UU.                |       |
| 2022 | Portia Coughlan                   | Portia Coughlan    | Abbey Theatre Dublín, Irlanda                            |       |

## Filmografía

### Cine
| Año  | Título                    | Rol                        | Notas | Ref.   |
| ---- | ------------------------- | -------------------------- | ----- | ------ |
| 2007 | Outlanders                | Camarera                   |       |        |
| 2010 | The Kid                   | Patsy                      |       |        |
| 2010 | Robin Hood                | Madre del pueblo           |       |        |
| 2014 | The Quiet Roar            | Asistente de investigación |       |        |
| 2014 | Jimmy's Hall              | Tess                       |       |        |
| 2018 | Juliet, Naked             | Gina                       |       |        |
| 2018 | Colette                   | Mathilde de Morny          |       | [ 10 ] |
| 2019 | The Kid Who Would Be King | María                      |       |        |
| 2019 | The Other Lamb            | Sara                       |       |        |
| 2020 | Vores mand i América      | Charlotte Kauffman         |       |        |
| 2020 | Monday                    | Cloe                       |       |        |
| 2021 | Martyrs Lane              | Sara                       |       |        |

### Televisión
| Año           | Título                          | Rol                      | Notas                                                 | Ref.   |
| ------------- | ------------------------------- | ------------------------ | ----------------------------------------------------- | ------ |
| 2004          | Casualty                        | Susana Parish            | Episodio: "Three's a Crowd"                           |        |
| 2007          | The Inspector Lynley Mysteries  | Cristina Faraday         | Episodio: "Limbo"                                     |        |
| 2008          | The Shooting of Thomas Hurndall | Michelle                 | Dramatización documental                              |        |
| 2009          | The Bill                        | Liz O'Halloran           | Episodio: "Lost Soul"                                 |        |
| 2009          | Waking the Dead                 | Kathleen                 | Episodios: "Magdalene: Part I" y "Magdalene: Part II" |        |
| 2010          | Silent Witness                  | Danielle Boyce           | Episodios: "Run: Part I" y "Run: Part II"             |        |
| 2011          | Holby City                      | Mona Cadogan             | Episodio: "Culture Shock"                             |        |
| 2012          | Titanic: sangre y acero         | Emily Hill               | 11 episodios                                          |        |
| 2013          | What Remains                    | Liz Fletcher             | 4 episodios                                           |        |
| 2013          | Complicit                       | Lucy                     | Película para televisión                              |        |
| 2014          | Stella                          | Collette Jensen          | 8 episodios                                           |        |
| 2015          | The Duchess of Malfi            | Julia                    | Película para televisión                              |        |
| 2016          | Apple Tree Yard                 | Sargento Detective Johns | 1 episodio                                            |        |
| 2017          | Guerrilla                       | Fallon                   | 6 episodios                                           |        |
| 2017          | Paula                           | Paula                    | 3 episodios                                           |        |
| 2021          | Too Close                       | Connie Mortensen         | Miniserie, 3 episodios                                |        |
| 2022          | Under the Banner of Heaven      | Dianna Lafferty          | Miniserie; rol principal                              |        |
| 2022-presente | Andor                           | Dedra Meero              | Papel principal, 9 episodios                          | [ 11 ] |

### Juegos de vídeo
| Año  | Título                                                         | Rol                    | Estudio        | Notas | Ref. |
| ---- | -------------------------------------------------------------- | ---------------------- | -------------- | ----- | ---- |
| 2013 | Divinity: Dragon Commander                                     | Catherine              | Larian Studios | Voz   |      |
| 2015 | The Witcher 3: Wild Hunt                                       | Yennefer de Vengerberg | CD Projekt Red | Voz   |      |
| 2015 | Dragon Quest Heroes: The World Tree's Woe and the Blight Below | Alena                  | Omega Force    | Voz   |      |
| 2016 | Dragon Quest Heroes II                                         | Alena                  | Omega Force    | Voz   |      |